# 大矢野種基
大矢野 種基（おおやの たねもと）は、安土桃山時代にかけての武将・キリシタン。大矢野氏11代当主。肥後国大矢野城主。

## 略歴
大矢野氏は肥後天草諸島の国人衆である天草五人衆の一氏。
大矢野種光（鎮通）の子として誕生。宇土の国人・名和顕孝の娘を室とする。剣豪・丸目長恵が一時身を寄せていたともいわれている。
天正15年（1587年）、室と共に受洗した。また、同年天草五人衆と共に豊臣秀吉の九州平定の際に臣従し、本領を安堵された。天正17年（1589年）に小西行長の宇土城での城普請の要求を、志岐鎮経や天草種元ら天草五人衆と共に拒否し反乱を起こした（天草国人一揆）。しかし、行長や援軍に来た加藤清正に鎮圧され、領地を没収された。
その後、小西行長に臣従。文禄・慶長の役では子・種量らと共に小西軍として従軍したが順天城の戦いで戦死した。

## 家臣
- 合津山城守 ― 大矢野氏の一族で、種基の親類。重臣（代官、本山住）。洗礼名ペイトロ。[3]
- 安芸守 ー 重臣（代官、大矢野住）。洗礼名ジョアン。[3]
- 岩屋高正（五郎）
- 沛下直貞（源八郎）
- 原田種清（六郎）